# Festa da Uva (Jundiaí)
A Festa da uva de Jundiaí é uma festa tradicional da cidade brasileira de Jundiaí. O objetivo da festa é promover o cultivo da uva da cidade.

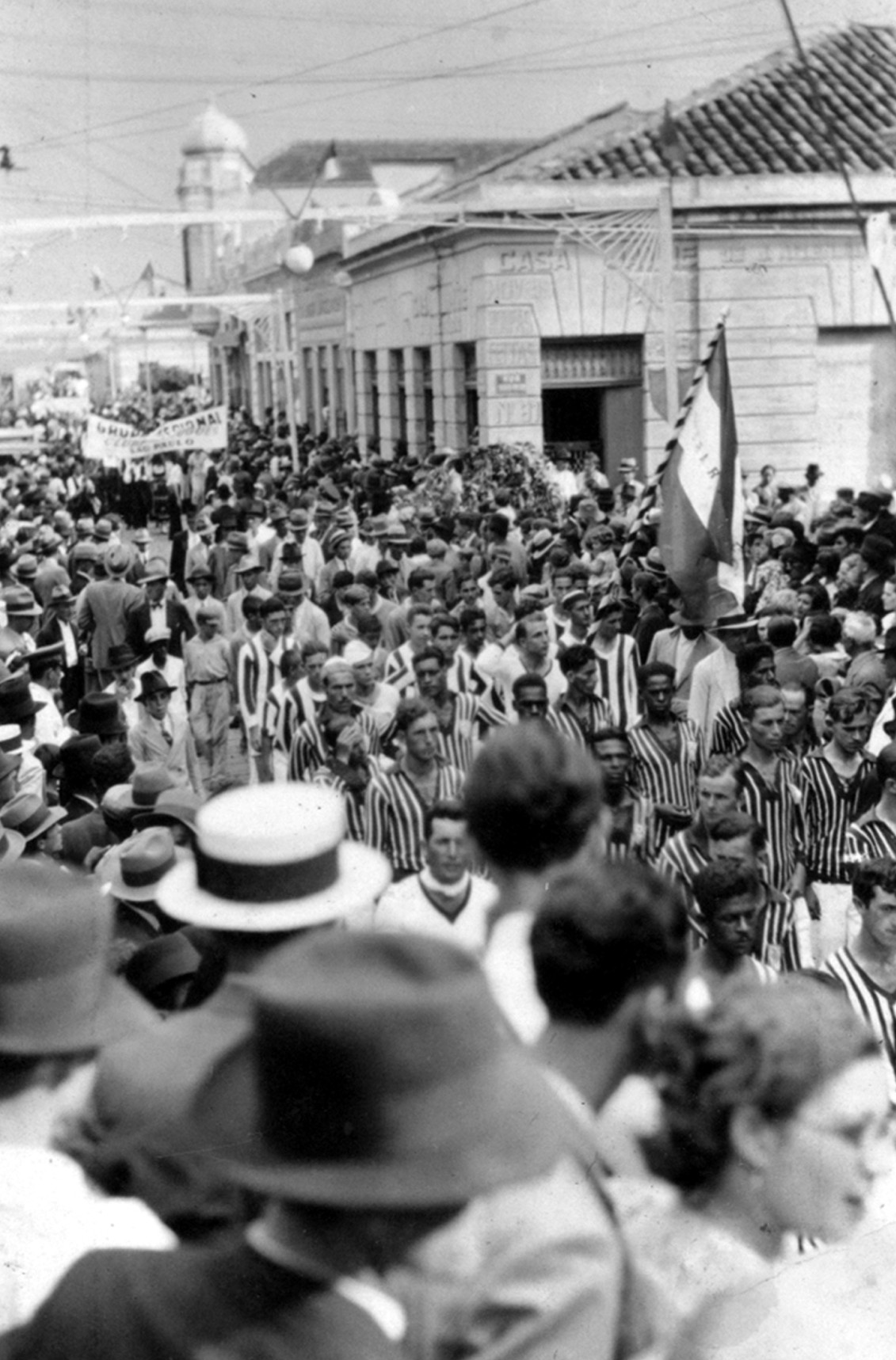
Desfile pelas ruas em 1934

## História da uva em Jundiaí
Uma grande geada que ocorreu em 1918 foi o primeiro impulso para o cultivo da uva na região de Jundiaí.
Os cafezais que eram a principal atividade econômica da época foram totalmente afetados por aquela geada, o que causou muitos danos aos agricultores.
O plantio da uva acabou tornando-se a única opção para substituir o café. As primeiras parreira de uvas foram plantadas nos bairros Colônia e Caxambu no inicio do século XX pelos imigrantes italianos. As primeiras qualidades de uva a serem cultivadas foram a Isabel, seguida pela Catawba, Clinton, Herbemont e Jaquez.
A família Carbonari foi uma das pioneiras na viticultura no bairro Traviú, plantando as primeiras videiras. No inicio o cultivo começou como experimentos, e em 1893 já existia o plantio da fruta no bairro Traviú com produção apenas para consumo próprio. Naquela época eram cultivadas a uva Niágara branca de mesa, e uma pequena parte de uva curbina (uva utilizada para a fabricação de vinho ou vinicultura), mas com o tempo a uva curbina deixou de ser cultivada naquele local. As experiências deram certo e as plantações foram aumentando. O clima e o solo foram favoráveis ao plantio da uva.
A uva Niágara rosada surgiu em 1933 por acaso, esta mutação somática espontânea pode ter ocorrido naturalmente através da polinização das abelhas. Os brotos desta uva rosada foram enxertados, e em 1934 na primeira festa da uva em Jundiaí, já foram expostas as primeiras uvas rosadas da região. Há históricos de que esta mutação já havia ocorrido em 1913 originando a uva rosada Niágara. A região especializou-se na produção desta uva, e em 1982 ela passou a ser produzida em alta escala, tornando-se a variedade símbolo de Jundiaí.

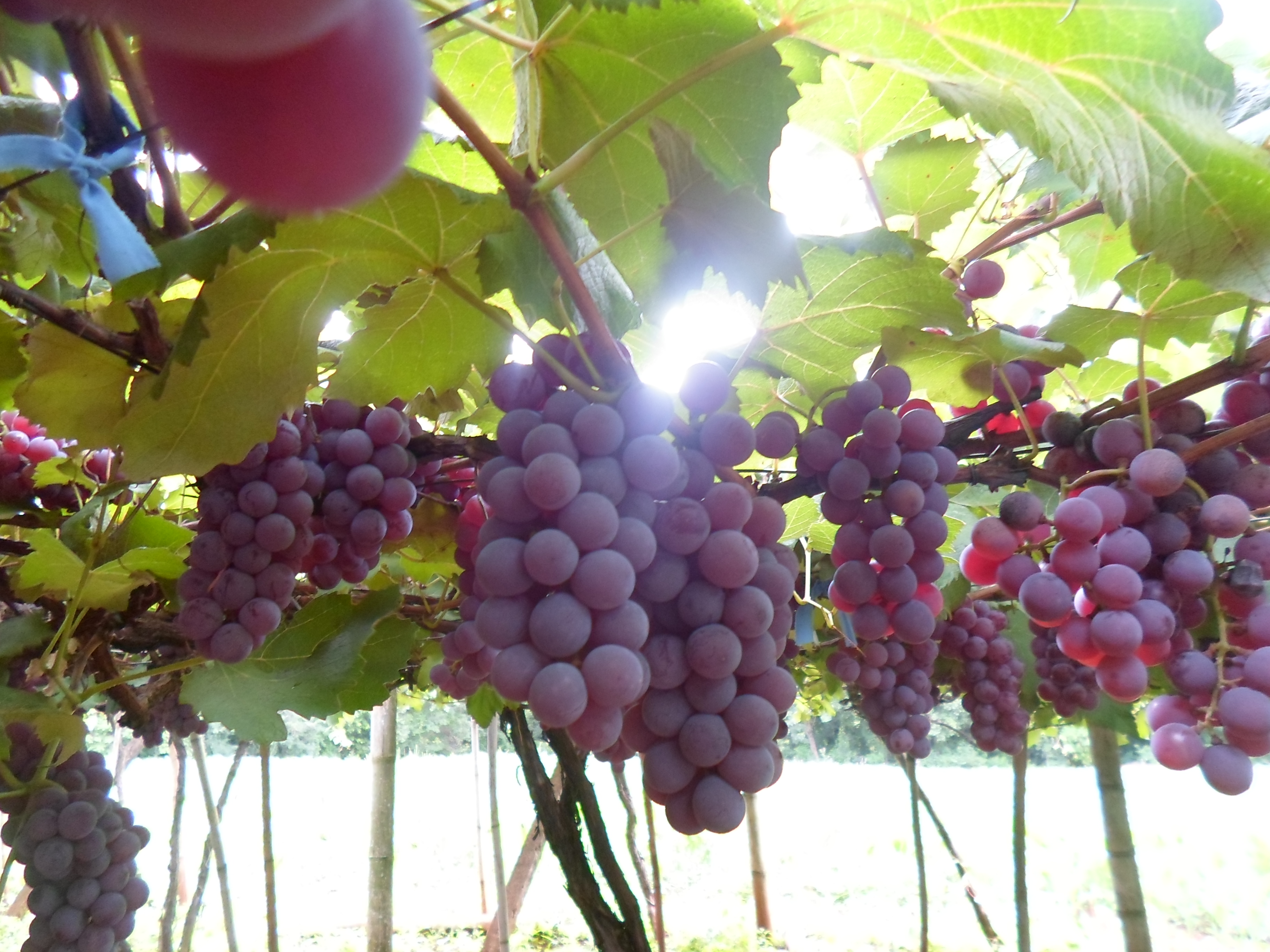
Uva Niágara

Apesar das plantações estarem presentes em quase toda a cidade, os bairros da Toca, Roseira, Currupira, Traviú, Engordadouro, Bom Jardim, Poste, Colônia e Caxambu concentra a maior quantidade de plantações, sendo mais de 284 viticultores da uva Niágara.
Atualmente Jundiaí possui 1535 propriedades agrícolas, 52% do território da cidade, contando com mais de quinhentos produtores e dez milhões de pés de uva. Para este ano de 2014 a estimativa da safra é de aproximadamente 27.651 toneladas.

## A festa da uva

### A primeira festa
A primeira festa da uva da cidade de Jundiaí ocorreu em 1934 na área central da cidade, onde atualmente esta localizado o Centro das Artes, abrangendo também a atual Escola Estadual Conde do Parnaíba, onde era feita a exposição industrial, com exposição de todas as atividades industriais da cidade.
Esta festa surgiu como uma oportunidade de valorizar os produtores, consolidando Jundiaí como um centro produtor de uvas, além de difundir a riqueza e a importância da viticultura na região. Os viticultores Antonio Pincinato, Hermes Traldi, Cândido Monjola, Rogério Baston, Artur Del Vech e o então prefeito da época Antenor Soares Gandra foram os idealizadores do evento.
Na festa também eram expostos e colocados a venda outros produtos da região, como a laranja e o morango.
Esta festa contou com divertimentos, um grande corso carnavalesco, com carros alegóricos carregados de pipas de vinho, além de um desfile de carros e um pequeno parque de diversões. Os participantes deste evento eram recepcionados na praça Barão de Jundiaí com um arco com os dizeres: "Bem Vindo".

### As modificações que o tempo trouxe à festa
As primeiras festas, realizadas no centro da cidade, tinham a entrada gratuita.
Com o tempo as festas passaram a ter shows musicais com cantores renomados e a cobrança de ingressos.
No ano de 2013 a festa foi remodelada a fim de resgatar o seu modelo original e ser um evento familiar, esta voltou a ter entrada gratuita. Os grandes shows de artista renomados deram lugar a apresentações culturais e musicais dos mais variados estilos, além de danças e teatro de artistas jundiaienses. As exposições da fruta são feitas durante todo o dia.

### Local da festa da uva
A primeira festa ocorreu em 1934 na prefeitura, com um desfile nas proximidades do antigo mercado municipal, onde ocorreu a exposição vitivínicola, e do grupo escolar Conde de Parnaíba, onde ficou a exposição industrial.
Já a segunda festa foi realizada no Largo Santa Cruz em 1938, atualmente o local é a praça da bandeira no centro da cidade.
A terceira festa não ocorreu em 1942 devido à 2ª Guerra Mundial, retornando em 1947. No período de 1949 a 1951 ocorreu a construção de um local dedicado a festa durante a gestão de Vasco Vencchiarutti, com orientação de Cândido Mojola a frente da Associação Agrícola de Jundiaí na época.
A partir de 1953, a Festa da Uva passou a ser realizada no Parque Comendador Antônio Carbonari durante a gestão de Luiz Latorre, permanecendo até hoje no mesmo local.
Em 2004 o parque foi reinaugurado, em um espaço de 52,4 mil metros quadrados, sendo destes trinta mil com grama. Existe também seis pavilhões que ocupam um total de seis mil metros, existem ainda sala de multi meios que são usadas para exposições e eventos, dois coretos para apresentações teatrais e musicas, parquinho infantil e área externa para shows.
As rainhas da Festa da Uva por ano foram:
- 1947: Pompéia Fabrício Raspantini
- 1953: Paschoa Gobbi
- 1959: Iole Rossi
- 1968: Maria Alice Gonçalves[2]
- 2014: Graziele Aline Oliveira[3]
- 2015: Grayce Kelly Batista Guerini[4]
- 2016: Patricia Danielli de Souza Pereira[5]
- 2017: Ana Paula[6]
- 2018: Mariana Pasqualotti Sena[7]
- 2019: Aline Spasiania[8]
- 2020: Joyce de Oliveira[9]
- 2023: Lorena Claro do Nascimento[10]
- 2024: Sabrina de Paula [11]
- 2025: Beatriz Vioti Zuim[12]